# Thomas Scully
Pour les articles homonymes, voir Scully.
Thomas Scully, ou Tom Scully, né le 14 janvier 1990 à Invercargill, est un coureur cycliste néo-zélandais.

## Biographie
Il a notamment remporté deux épreuves de Coupe du monde en 2009 à Melbourne. 
Au mois d'octobre 2016, il signe un contrat avec la formation américaine Cannondale-Drapac. Il fait ses débuts avec cette équipe lors du Tour Down Under, première course World Tour à laquelle il participe.

## Palmarès sur piste

### Championnats du monde
- Apeldoorn 2011
  - 13e de l'américaine
- Cali 2014
  -  Médaillé d'argent de la course aux points
  - 8e de l'américaine

### Coupe du monde
- 2009-2010
  - 1er du scratch à Melbourne
  - 1er de l'américaine à Melbourne (avec Marc Ryan)
  - 3e de l'américaine à Pékin
  - 3e de la course aux points à Pékin
  - 3e de la poursuite par équipes à Pékin
- 2013-2014
  - 1er de l'américaine à Guadalajara (avec Patrick Bevin)
  - 2e de la course aux points à Guadalajara

### Jeux du Commonwealth
- Glasgow 2014
  -  Médaillé d'or de la course aux points

### Championnats d'Océanie
- 2007
  -  Champion d'Océanie du scratch juniors
  -  Champion d'Océanie de poursuite par équipes juniors (avec Jason Christie, Chad Adair et Simon Honour)
  -  Médaillé de bronze de la course aux points juniors

### Championnats nationaux
- Champion de Nouvelle-Zélande de l'américaine : 2009 (avec Shane Archbold)
- Champion de Nouvelle-Zélande du scratch : 2010
- Champion de Nouvelle-Zélande de course aux points : 2012

## Palmarès sur route

### Par années
| - 2006 - Champion de Nouvelle-Zélande du contre-la-montre cadets - 2007 - Médaillé de bronze du championnat d'Océanie sur route juniors - 2008 - 3e du championnat de Nouvelle-Zélande du critérium - 2010 - 3e étape de la Jayco Bay Classic - 2012 - Prologue du Tour de Southland (contre-la-montre par équipes) - 3e de Paris-Roubaix espoirs - 2013 - Prologue du Tour de Normandie - 2e de l'Eddie Soens Memorial - 2e du championnat de Nouvelle-Zélande du critérium | - 2014 - 2e de l'East Midlands International Cicle Classic - 2015 - Sheffield Grand Prix - 3e du Tour de Normandie - 2016 - 3e étape des Boucles de la Mayenne - 2e du championnat de Nouvelle-Zélande du contre-la-montre - 2017 - 4e étape de la Route du Sud - 2019 - 3e du championnat de Nouvelle-Zélande sur route |  |

### Résultats sur les grands tours

#### Tour de France
2 participations
- 2018 : 129e
- 2019 : 135e

#### Tout d'Italie
1 participation 
- 2018 : non-partant (14e étape)

#### Tour d'Espagne
2 participations
- 2017 : 153e
- 2021 : 125e

### Classements mondiaux
| Année                                 | 2012 | 2013 | 2014 | 2015 | 2016  | 2017  | 2018  | 2019 | 2020  | 2021  | 2022  | 2023  |
| ------------------------------------- | ---- | ---- | ---- | ---- | ----- | ----- | ----- | ---- | ----- | ----- | ----- | ----- |
| UCI World Tour                        |      |      |      |      | nc    | 393e  | 395e  |      |       |       |       |       |
| Classement mondial                    |      |      |      |      | 1119e | 1400e | 2396e | 856e | 1288e | 1785e | 2141e | 2454e |
| UCI Europe Tour                       | 585e | 599e | 419e | 531e | 1140e | 1075e | nc    |      |       |       |       |       |
| UCI Oceania Tour                      | nc   | nc   | 16e  | nc   | 50e   | 71e   | 113e  | 48e  | 69e   | 58e   | 93e   | nc    |
|                                       |      |      |      |      |       |       |       |      |       |       |       |       |
| Légende : nc = non classéSource : UCI |      |      |      |      |       |       |       |      |       |       |       |       |